# River Chess
River Chess är ett vattendrag i Storbritannien.   Det ligger i grevskapet Hertfordshire och riksdelen England, i den södra delen av landet, 28 km nordväst om huvudstaden London.